# Columbus, Texas
Columbus là một thành phố thuộc quận Colorado, tiểu bang Texas, Hoa Kỳ. Năm 2010, dân số của xã này là 3655 người.

## Dân số
- Dân số năm 2000: 3916 người.
- Dân số năm 2010: 3655 người.